# Metsakivi
Metsakivi is een plaats in de Estlandse gemeente Peipsiääre, provincie Tartumaa. De plaats heeft de status van dorp (Estisch: küla) en telt 105 inwoners (2021).
Tot in oktober 2017 behoorde Metsakivi bij de gemeente Vara. In die maand werd Vara bij de gemeente Peipsiääre gevoegd.

## Geschiedenis
Metsakivi werd voor het eerst genoemd in 1582 onder de naam Meczmiller. In de loop van de geschiedenis dook het dorp onder veel verschillende  namen op: Mecekifi (1584), Metzakiue (1601), Motzakiwwilt (1732) en Mötzakiwi (1839). Het dorp lag op het landgoed van Alatskivi. De naam betekent ‘steen in het bos’. Die steen was een uit stenen opgetrokken molen.
In 1977 werd het buurdorp Kirepi bij Metsakivi gevoegd.